# Episodi di Nana

Copertina del secondo DVD-BOX dell'edizione italiana

Lista degli episodi di NANA, anime tratto dall'omonimo manga di Ai Yazawa. La serie, diretta da Morio Asaka e realizzata dallo studio Madhouse, è stata trasmessa in Giappone su Nippon Television dal 5 aprile 2006 al 27 marzo 2007. Essa comprende 47 episodi e tre special (11.5 - La stanza di Junko 1 / 21.5 - La stanza di Junko 2 / 36.5 - La stanza di Junko 3), che fungono da riassunto della storia, mediante le emozioni di Junko, fino al punto in cui si è interrotta la narrazione. In Italia è andato in onda su MTV Italia dal 23 gennaio 2007 al 22 gennaio 2008 e successivamente su Rai 4.
Le sigle di apertura sono rose di ANNA TSUCHIYA inspi' NANA (BLACK STONES) per gli ep. 1-21, Wish di OLIVIA inspi' REIRA (TRAPNEST) per gli ep. 22-36 e LUCY di ANNA TSUCHIYA inspi' NANA (BLACK STONES) per gli ep. 37-47. Quelle di chiusura sono a little pain di OLIVIA inspi' REIRA (TRAPNEST) per gli ep. 1-8, 10-18 e 41, rose di ANNA inspi' NANA (BLACK STONES) per l'ep. 9, Starless Night di OLIVIA inspi' REIRA (TRAPNEST) per gli ep. 19-29 e 42, Kuroi namida (黒い涙?) di ANNA TSUCHIYA inspi' NANA (BLACK STONES) per gli ep. 30-40 e 47, Winter sleep di OLIVIA inspi' REIRA (TRAPNEST) per gli ep. 43-44 e Stand by me di ANNA TSUCHIYA inspi' NANA (BLACK STONES) per gli ep. 45-46.
La storia si ambienta nel Giappone contemporaneo e presenta le vicende di due ragazze ventenni che si trasferiscono a Tokyo: Nana-Hachi Komatsu e Nana Osaki. Le due giovani prendono lo stesso treno diretto alla capitale giapponese ove s'incontrano fortuitamente. Separate alla stazione, si incontreranno successivamente per caso in un appartamento che entrambe hanno intenzione di affittare; decideranno quindi di diventare coinquiline e di dividere insieme la vita quotidiana.